# Magnan
Magnan é uma comuna francesa na região administrativa de Occitânia, no departamento de Gers. Estende-se por uma área de 11,3 km². Em 2010 a comuna tinha 243 habitantes (densidade: 21,5 hab./km²).